# Cartavio (Ascope)
Cartavio es una ciudad peruana del distrito de Santiago de Cao, ubicada en la provincia de Ascope en el departamento de La Libertad. Se halla sobre la margen izquierda del río Chicama, en el valle del mismo nombre, en la Costa Norte del país. Tiene una superficie de 128,72 km², una población aproximada de 20 mil hab.
Se caracteriza por su prominente industria de los derivados de la caña de azúcar cultivada en la región. Se encuentra a poca distancia del mar, por lo que tiene acceso a balnearios como El Charco y Tres Palos.

## Historia
Históricamente, el cultivo de la caña de azúcar y el ingenio azucarero, han sido base de su desarrollo lo que le permitió convertirse en el primer productor de azúcar de caña en el país.
Sin embargo a mediados del siglo XVI la realidad era muy distinta. Sobre los terrenos que pertenecieron al español Melchor de Osorno se cultivaban hortalizas, frutas, trigo y existía una incipiente industria molinera con los respectivos molinos inclusive. Dichos terrenos fueron bautizados luego como "San Francisco de Buenos Aires".
En 1591 esta propiedad fue vendida a otro noble español llamado Juan de Herrera y Salazar, continuando con el cultivo de caña de azúcar.

### Origen del nombre de la ciudad
En 1782 Domingo Cartavio, adquirió esta propiedad y la amplió; a su vez la comunidad comenzó a denominarse Cartavio.
En 1872 la hacienda Cartavio fue adquirida por la W.R. Grace & Co. a Guillermo Alzamora. En los años 1880 a 1882, por efectos de la guerra con Chile, la mayoría de las haciendas aledañas con sembríos de caña quedaron en muy malas condiciones, lo que posibilitó que Cartavio expandiera su terreno agrícola por la compra de estas pequeñas haciendas y de las comunidades.
En 1892 Cartavio adoptó la denominación de: “Cartavio Sugar Company Peru Ltdo.” y Grace establece su sede principal en la Ciudad de Trujillo.
En 1912 la “Sociedad Chicama Central Sugar Factory” adquirió la propiedad de la oficina de Molienda y Beneficio de Caña del fundo de Cartavio. Por escritura pública del 20 de julio de 1917 se constituyó la compañía Agrícola Carabayllo, que era una de las razones sociales de Grace.
En esta época se realizó la gran huelga de 1912 en el Valle de Chicama, en la que Casa Grande y Cartavio, tuvieron gran preponderancia. Se protestaba por los bajos salarios, precios elevados de los alimentos vendidos obligatoriamente en los Tambos, disminución de jornales y por los nuevos empleados extranjeros que traían los hacendados. Esta huelga fue reprimida con gran violencia por la policía. El Presidente Billinghurst, a quien los obreros apoyaron anteriormente, reglamentó las huelgas.
El 29 de abril de 1929 se iniciaron las operaciones de la planta de Ron Cartavio, fundada por la empresa Cartavio Sugar Co., propiedad de W.R. Grace & Co.
El 26 de julio de 1961 se modificó la denominación social y empezó a llamarse: "Cartavio Sociedad Anónima".

### La reforma agraria
En octubre de 1968 Cartavio fue intervenida por el gobierno de las Fuerzas Armadas presidida por el general Juan Velasco Alvarado y al amparo de la Ley de Reforma Agraria un 28 de septiembre de 1970, se asienta en registros públicos como “Cooperativa Agraria de Producción Cartavio Ltda Nº 39” pasando la propiedad a sus trabajadores en calidad de cooperativistas alcanzando en aquellas épocas sus primeros récords históricos de producción.
En enero de 1978, el Estado peruano constituye la empresa Sociedad Paramonga Ltda., fusionando Cartavio S.A., Compañía Papelera Trujillo S.A. y Envases San Martín S.A., empresas que pertenecieron a W.R. Grace & Co. y de esta manera asume la administración de la planta de Ron Cartavio.
En abril de 1994, la Corporación Iberoamericana de Fomento, dentro del proceso de privatización de empresas públicas del Estado, adquiere el módulo de las plantas Químicas y Licores de Cartavio a Sociedad Paramonga Ltda. S.A., la misma que opera bajo esta denominación hasta marzo de 2001 en que cambia de razón social a http://www.du.com.pe/web/ (enlace roto disponible en Internet Archive; véase el historial, la primera versión y la última).
Con posterioridad y a saber, por:
1. El desinterés en optimizar la ley de cooperativas de los gobiernos posteriores al del Gral. Juan Velasco Alvarado.
2. Incapacidad manifiesta de los dirigentes cooperativos.
3. La más terrible crisis jamás soportada por la empresa, que generó su bancarrota de hecho -ya que por derecho sus bienes patrimoniales eran inembargables.
4. La indiferencia del Presidente Alan García Pérez durante su primer mandato (1985-1990).
5. El impulso y ejecución de las privatizaciones del recientemente electo Ing. Alberto Fujimori mediante Decreto Supremo 802  del 27 de diciembre de 1996. (Acción que posteriormente se demostró dolosa).

La cooperativa Cartavio, por decisión de sus socios cooperativistas, decide convertirse en Sociedad Anónima el 7 de junio de 1996.
El 28 de abril de 1997 es inscrita como Sociedad Anónima con la denominación de: “Complejo Agroindustrial Cartavio S.A.A.”. El 5 de octubre de 1998, en Junta General de Accionistas, asume la conducción empresarial del Complejo Agroindustrial Cartavio S.A.A. con la firma Azucagro S.A. como accionista mayoritario y laq firma española .
En 2007 la comunidad de Cartavio soporta el índice de desempleo más elevado de su historia debido a que el "Complejo Agroindustrial Cartavio S.A.A", con fines de optimización, realizó el mayor despido de trabajadores que esta comunidad recuerde.
El 3 de mayo de 2007 el denominado "Grupo Gloria" de los hermanos Rodríguez Rodríguez, poseedora del 57% de las acciones de la más grande empresa Agroindustrial azucarera del Perú, Casagrande a través de la "Corporación Azucarera del Perú", adquiere el 52% de las acciones de Cartavio, por alrededor de 88 millones de dólares, pagando S/.29,00 nuevos soles (U$D 8,67 dólares). Cartavio y Casa Grande produjeron en el año 2006 unas 260.000 toneladas de azúcar, lo que equivale a un 32% del mercado peruano, los terrenos de la Corporación suman ahora las 11.000 hectáreas de caña de azúcar. La compra apunta a desarrollar proyectos regionales para producir combustibles renovables, ante el potencial incremento del consumo de etanol en Estados Unidos y Asia en los próximos años y siguiendo el ejemplo de Brasil, que tiene una próspera industria del biocombustible. El anuncio lo realizó Jorge Rodríguez Rodríguez presidente ejecutivo del Grupo. El crecimiento de las plantas de etanol aseguran, estará a cargo del Ing. Fernando Zavaleta quien viene trabajando en este producto desde 1978.
En 2009 la denominada Junta de Accionistas Minoritarios de Cartavio, emite un documento, que luego eleva al Congreso Peruano, denunciando las maniobras delictivas empleadas por organismos del estado peruano durante el denominado Fujimorato, indicando nombres y apellidos de los partícipes necesarios de una asociación ilícita y de las organizaciones comprometidas, orientada a forzar la venta a un solo beneficiario, al organismo "fantasma" denominado AZUCAGRO surgido sin capacidad legal, técnica y económica para adquirir y/o asumir la responsabilidad de compra y/o conducción de una empresa de gran envergadura como es Cartavio.
{1} Hasta la fecha, no existen fuentes fidedignas e irrefutables que nos permitan rebatir o afirmar la historia actual sobre los orígenes del pueblo de Cartavio sin embargo, pretendemos ofrecer una cronología lo más ceñida a los datos que actualmente tenemos a nuestro alcance, que quizás la vuelvan contradictoria, sin embargo confiamos que, con el paso del tiempo podamos obtener la documentación necesaria para ir depurando y así convertir este esfuerzo mancomunado en una referencia válida, valiosa y al alcance de todos.

[2] Hemos cursado invitaciones a una serie de familiares de personajes de las primeras épocas y autoridades actuales a fin de solicitarles información documentaria que deseen compartir con el propósito de ofrecer mayor veracidad y certeza histórica. Esperamos confiados su gentil participación.

[3] Sobre el cual coinciden todas las referencias consultadas a la fecha.

## Clima
La temperatura media anual es de 20,5 °C , con una humedad relativa del 80%; el clima es cálido, con escasas lluvias en cualquier época del año, su cercanía al mar condiciona la existencia de neblinas en invierno.

## Economía
Su principal actividad económica es la agroindustria, siendo el principal cultivo, en casi en un 100% de dichos terrenos, la caña de azúcar y entre sus derivados más destacados el Ron, la melaza (miel de caña), alcohol y el biodiésel.

### Marcas representativas
- Ron Cartavio
- Azucarera Cartavio
- Club Unión Cartavio[4]

## Educación
- I.E. Mixto "Cartavio" (único centro educación secundaria estatal en la zona).
- I.E.P. "Divina Misericordia" (centro privado más antiguo del distrito de Santiago de Cao).
- Centro de Educación Básica Especial "Cartavio".
- I.E. "Olga Pereda Noriega" (centro que funcionó en un hospital que luego fue demolido y hasta hoy espera una nueva infraestructura).
- I.E. "Sagrado Corazón de Jesús" (en el pasado su local era un jardín de niños y aún se puede notar su diseño del siglo pasado).
- I.E.P. "Bambini Montessori"
- I.E.I. "Luces de Dios"
- I.E.P. "Nuestra Señora del Rosario" (Colegio con numerosa banda escolar y destacados alumnos en áreas de matemáticas y comunicación).
- I.E.P. "Benjamín Franklin" (Colegio que destaca en ciencias).
- I.E.I. "El Arco Iris"
- I.E.M. "Máximo Vilchez Gamboa"

## Personajes célebres
- Félix Calderón Urtecho, Embajador.
- Carlos Sánchez Vega, Escritor.
- Jorge Chávez Peralta, Escritor.
- Juan Francisco Manrique Castro, Escritor y poeta.
- Delma Palza Vera, Voleibolista.
- Nicolás Rebaza Vásquez, "Nieri", futbolista.
- Alejandro Cipriano Navarrete, "Chueco", futbolista.
- Ángel Rojas Carbajal, Profesor.
- Juan Reyna Baltodano, Director de la I.E. "Sagrado Corazón de Jesús" de Cartavio
- Olga Pereda Noriega, Docente y directora del "Colegio de Mujeres" de Cartavio
- Bárbara Reyes Seijas, Docente de Educación Religiosa de la I.E. "Sagrado Corazón de Jesús" de Cartavio.